# Герб Сунского района
Герб муниципального образования «Сунский район» — опознавательно-правовой знак, составленный и употребляемый в соответствии с правилами геральдики, служащий символом муниципального района «Сунский район» Кировской области Российской Федерации. Утверждён Решением № 12 Районной Думы Сунского муниципального района от 10 апреля 2015 года. Герб внесён в Государственный геральдический регистр Российской Федерации под регистрационным номером 10267.

## Описание герба
Описание герба:
В лазоревом поле с червлёной волнистой оконечностью поверх всего три золотых гриба-рыжика (средний больше).

## Обоснование символики
Обоснование символики:
К особенностям Сунского района относится изобилие в лесах грибов-рыжиков, которые давно стали гастрономическим символом Вятского края, что и передано в гербе тремя рыжиками, символизирующими природные богатства района. Другой уникальной особенностью муниципального образования является то, что район расположен на наиболее возвышенной центральной части Вятского увала, на что указывает волнистое деление щита. Золотой цвет олицетворяет такие качества и понятия как верность, справедливость, умеренность, великодушие и щедрость. Червлёный (красный) цвет символизирует силу, мужество и доблесть. Лазоревый (синий, голубой) является символом мирного неба, любви к родине, упорства и стремления к победе.

## История создания
- 10 апреля 2015 — герб района утверждён решением Сунской районной Думы. Авторскую группу по его разработке составили Евгений Дрогов и Ирина Макарова (Киров)[3].

- Герб Сунского района включён в Государственный геральдический регистр Российской Федерации под № 10267[3].